# Chloropren
Chloropren (systematický název 2-chlorbuta-1,3-dien) H2C=CCl-CH=CH2 je kapalina připravující se adicí chlorovodíku na vinylacetylen. Slouží k výrobě chloroprenového kaučuku a používá se také pro elektrické kabely.

## Výroba
Do roku 1960 se chloropren vyráběl acetylenovým procesem. V tomto procesu spolu reagují dvě molekuly acetylenu za vzniku vinylacetylenu a následnou reakcí s chlorovodíkem vzniká chloropren. Z důvodu obtížnosti a vysoké ceny se tento postup přestal používat. Nyní se chloropren vyrábí chlorací buta-1,3-dienu a následnou reakcí vzniklých produktů.

## Použití
Chloropren se používá na výrobu chloroprenového kaučuku polymerizací. Chloroprenový kaučuk je známější pod svou registrovanou známkou Neopren.

Schéma syntézy chloroprenu